# Ervin Dolenc
Ervin Dolenc, slovenski zgodovinar, * 29. september 1960, Postojna, † 22. februar 2009.
Osnovno šolo je obiskoval v Senožečah in Divači, gimnazijo v Postojni, kjer je leta 1979 tudi maturiral. Na ljubljanski filozofski fakulteti je študiral zgodovino in filozofijo in 1985 diplomiral. Na oddelku za zgodovino iste fakultete je leta 1989 opravil magisterij s temo Kulturno prosvetna društva slovenskih delavskih strank v letih 1918-1929. Leta 1992 je prav tam uspešno zagovarjal tudi doktorsko disertacijo z naslovom Kulturne zamisli slovenskih političnih strank in skupin ter njihove kulturne organizacije v letih 1918-1929.
Leta 1986 se je zaposlil kot asistent raziskovalec na Inštitutu za zgodovino delavskega gibanja v Ljubljani, sedaj Inštitut za novejšo zgodovino. Na inštitutu je ostal vse do smrti.
Njegovo raziskovanje je bilo usmerjeno predvsem v kulturno in politično zgodovino obdobja med prvo in drugo svetovno vojno, pisal pa je tudi o vprašanjih metodologije in epistemologije zgodovine. Poleg tega je raziskoval tudi lokalno zgodovino domačega kraja, Senožeč. Na njegovo pobudo je Zveza zgodovinskih društev Slovenije ustanovila nagrado Klio, ki jo bienalno podeljuje za najboljšo zgodovinsko monografijo. Bil je avtor več knjig, poleg tega je napisal vrsto šolskih učbenikov. Umrl je leta 2009.